# Dystrofin
Dystrofin är ett  stavformat cytoplasmatiskt protein och en viktig del av ett proteinkomplex som förbinder cytoskelettet i en muskelfiber med den omgivande extracellulära matrisen genom cellmembranet. Detta komplex är på olika sätt känt som costameren eller det dystrofinförbundna proteinkomplexet (DAPC). Många muskelproteiner, såsom α- dystrobrevin, synkoilin, synemin, sarkoglykan, dystroglykan och sarkospan, är samlokaliserade med dystrofin vid costamere. Det har en molekylvikt på 427 kDa.

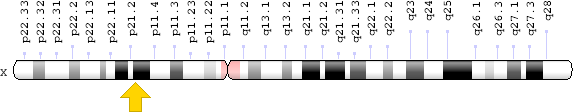
I människa, är DMD-genen lokaliserad på den korta (p)-arm av X-kromosomen mellan positionerna 21.2 och 21.1

Dystrofin kodas för av DM-genen - den största kända mänskliga genen, som täcker 2,4 megabaser (0,08 procent av det mänskliga genomet) vid locus Xp21. Det primära transkriptet i muskler mäter cirka 2 100 kilobaser och tar 16 timmar att transkribera. Det mogna mRNA:t mäter 14,0 kilobaser. 79-exon muskeltranskriptetkodar för ett protein med 3685 aminosyrarester.
Spontana eller ärftliga mutationer i dystrofingenen kan orsaka olika former av muskeldystrofi, en sjukdom som kännetecknas av progressiv muskelförtvining. Den vanligaste av dessa sjukdomar orsakade av genetiska defekter i dystrofin är Duchennes muskeldystrofi.

## Funktion
Dystrofin är ett protein som ligger mellan sarkolemma och det yttersta lagret av myofilament i muskelfibern (myofiber). Det är ett sammanhängande protein som länkar aktinfilament till andra stödproteiner som finns på insidan av varje muskelfibers plasmamembran (sarkolemma). Dessa stöder proteiner på insidan av sarkolemma länkar i sin tur till två andra på varandra följande proteiner för totalt tre länkande proteiner. Det slutliga länkproteinet är fäst vid det fibrösa endomysiet av hela muskelfibern. Dystrofin stödjer muskelfiberstyrkan, och frånvaron av dystrofin minskar muskelstyvhet, ökar sarkolemmal deformerbarhet och äventyrar den mekaniska stabiliteten hos costamerer och deras kopplingar till närliggande myofibriller. Detta har visats i nyare studier där biomekaniska egenskaper hos sarkolemma och dess kopplingar genom costamerer till den kontraktila apparaten mättes, och hjälper till att förhindra muskelfiberskada. Rörelse av tunna filament (aktin) skapar en dragkraft på den extracellulära bindväven som så småningom blir muskelns sena. Det dystrofinförbundna proteinkomplexet hjälper också till att bygga olika signalerings- och kanalproteiner, vilket inför DAPC i reglering av signaleringsprocesser.

## Patologi
Dystrofinbrist har definitivt fastställts som en av grundorsakerna till den allmänna klassen av myopatier som kollektivt kallas muskeldystrofi. Borttagningen av en eller flera exoner av dystrofin-DMD-genen orsakar Duchenne och Beckers muskeldystrofier. Det stora cytosoliska proteinet identifierades först 1987 av Louis M. Kunkel  efter samtidiga arbeten av Kunkel och Robert G. Worton för att karakterisera den muterade genen som orsakar Duchennes muskeldystrofi (DMD). Minst nio sjukdomsorsakande mutationer i denna gen har upptäckts.
Normal skelettmuskelvävnad innehåller endast små mängder dystrofin (cirka 0,002 procent av det totala muskelproteinet), men dess frånvaro (eller onormalt uttryck) leder till utvecklingen av en allvarlig och för närvarande obotlig konstellation av symtom som lättast kännetecknas av flera avvikande intracellulära signalvägar som i slutändan ger uttalad myofibernekros såväl som progressiv muskelsvaghet och utmattning. De flesta DMD-patienter blir rullstolsberoende tidigt i livet, och den gradvisa utvecklingen av hjärthypertrofi – ett resultat av allvarlig myokardfibros – resulterar vanligtvis i för tidig död under de första två eller tre decennierna av livet. Varianter (mutationer) i DMD-genen som leder till produktion av för lite eller ett defekt, internt förkortat men delvis funktionellt dystrofinprotein, resulterar i en visning av en mycket mildare dystrofisk fenotyp hos drabbade patienter, vilket resulterar i sjukdomen som kallas Beckers muskeldystrofi (BMD). I vissa fall är patientens fenotyp sådan att experter kan besluta olika om en patient ska diagnostiseras med DMD eller BMD. Den teori som för närvarande används mest för att förutsäga om en variant kommer att resultera i en DMD- eller BMD-fenotyp, är läsramsregeln.
Även om dess roll i glatt muskulatur i luftvägarna inte är väl etablerad, visar ny forskning att dystrofin tillsammans med andra underenheter av dystrofinglykoproteinkomplex är kopplat till mognad av fenotyp.

## Forskning
Ett antal modeller används för att underlätta forskning om DMD-gendefekter. Dessa inkluderar mdx-musen, GRMD-hunden (golden retriever muskeldystrofi) och HFMD-katten (hypertrofisk feline muskeldystrofi).
mdx-musen innehåller en nonsensmutation i exon 23, vilket leder till ett förkortat dystrofinprotein. Nivåerna av dystrofin i denna modell är inte noll: en mängd olika mutationsalleler finns med mätbara nivåer av vissa dystrofinisoformer. Patologi för muskeldegeneration är lättast synlig i diafragman. I allmänhet observeras kliniskt relevant patologi hos äldre mdx-möss.
GRMD-hunden är en av flera existerande hundar med dystrofinbrist som identifierats där betydande karaktärisering har utförts. Kliniskt relevant patologi kan observeras 8 veckor efter födseln, med fortsatt gradvis försämring av muskelfunktionen. Muskelhistologi är mest analog med klinisk presentation av DMD hos människor med nekros, fibros och regenerering.
HFMD-katten har en avstängning i promotorregionen av DMD-genen. Muskelhistologi visar nekros men ingen fibros. Omfattande hypertrofi har observerats som anses vara orsak till kortare livslängder. På grund av hypertrofin kan denna modell ha begränsad användning för DMD-studier.